# Telmányi Emil (hegedűművész)
Telmányi Emil (Arad, 1892. június 22. – Holte, Dánia, 1988. június 13.) hegedűművész.

## Életrajza
Édesapja Telmányi Emil (1856–1900) főgimnáziumi tanár. 
Anyai ágon az erdélyi örmény nemesi Kövér család leszármazottja, édesanyja rétháti Kövér Elvira.  
1905 és 1911 között a budapesti Zeneakadémián Hubay Jenő (hegedű), Koessler János (zeneszerzés) és Herzfeld Viktor (kamarazene) tanítványaként végzett, s szerzett művészi diplomát. 1911-ben Berlinben kezdte hegedűművészi pályafutását; 1912-től már Európa-szerte ismert koncertező művész és kamaramuzsikus volt. Hírnevét különböző európai és amerikai koncertkörutakon alapozta meg. 1919-től mint opera- és hangversenydirigens működött külföldön, e minőségében 1927-ben mutatkozott be a budapesti közönségnek. 1929 után saját (utazó) kamarazenekara élén dolgozott. 1919-től Koppenhágában élt, de hosszú ideig szinte évente szerepelt Magyarországon is. 1940 és 1969 között az århusi konzervatórium tanára volt. 1949-ben, Johann Sebastian Bach szólóhegedű-műveinek korhű előadásakor, az akkordjáték megkönnyítése céljából ívelt vonót készíttetett (Bach-vonó), amely azonban nem azonos a Bach idejében használt barokk vonóval.
A modern magyar hegedűművészet egyik kimagasló képviselője, rendkívüli fantáziájú, elmélyült művész. Mindig a magyar zene népszerűsítését szolgálta; Bartók Béla hegedűre írott műveinek meggyőző erejű tolmácsolója, nemzeti zenénk eredményes propagátora volt haláláig.

## Díjai
- Reményi-díj (1907)